# Santa Clara (San Sebastian)
Santa Clara (of Isla de Santa Clara, Baskisch: Santa Klara Uhartea) is een Spaans eilandje tussen de Cantabrische Zee en de baai La Concha in de stad San Sebastian in het Baskenland. Op het eiland komt een endemische reptielensoort voor, de Podarcis hispanicus sebastiani of San Sebastiaanse Iberische muurhagedis. Deze soort komt enkel voor op Santa Clara en de nabijgelegen heuvel Urgull. 
Op het eiland zijn er verder een strandje, waar 's zomers een strandwacht gestationneerd is, met bij dat strandje een barretje en douches. 's Zomers vaart er om het half uur een pontje naar het vaste land. Verder is er op het eilandje een vuurtoren, behorend tot de havenautoriteiten van de haven van Pasaia. 